# اس‌تی‌اس-۸۰
اس‌تی‌اس-۸۰ (انگلیسی: STS-80) یکی از ماموریت‌های برنامه شاتل‌های فضایی بود که در تاریخ ۱8 نوامبر ۱۹۹۶ از پایگاه فضایی کندی به فضا پرتاب شد. این مأموریت که حدوداً هفده روز به طول انجامید توسط شاتل کلمبیا انجام گرفت و طولانی‌ترین مأموریت انجام گرفته شده توسط شاتل‌های فضایی بود.